# An-Nàssir Àhmad
Al-Màlik an-Nàssir Xihab-ad-Din Àhmad ibn an-Nàssir Muhàmmad —àrab: الملك الناصر شهاب الدين أحمد بن الناصر محمد, al-Malik an-Nāṣir Xihāb ad-Dīn Aḥmad ibn an-Nāṣir Muḥammad—, més conegut simplement com a an-Nàssir Àhmad, fou soldà mameluc bahrita o kiptxak del Caire (1342). Era fill d'an-Nàssir Muhàmmad ibn Qalàwun i d'una concubina, la cantant Bayad.
Vivia des dels 12 anys de manera permanent a al-Karak i el seu pare el va descartar com a hereu en morir el 4 de juny de 1341. El naib Kawsun va assolir el poder efectiu i tement un atac des d'al-Kerak va enviar una expedició manada per l'amir Kutlubugha al-Fakhri. (octubre de 1341). Però Kutlubugha es va posar del costat d'An-Nàssir Àhmad i el gener del 1342 el va proclamar sultà a Damasc.
El naib Kawsun va ser enderrocat al Caire, i al-Àixraf Kújuk (jove germà d'An-Nàssir Àhmad) va ser deposat, i llavors fou convidat a anar a la capital. Va arribar al Caire vestit de beduí i amb un reduït seguici (6 de març de 1342) i fou nomenat al seu lloc seu (19 de març de 1342). Tenia 24 anys i va acceptar el càrrec amb reticència. Es va retirar a la ciutadella i es va rodejar d'una sèrie de gent que havia portat d'al-Karak, perdent el suport dels amirs que l'havien portar al tron.
No va aguantar gaire i el 9 de maig de 1342 va abandonar el Caire gairebé sense avisar i es va emportar al ministre de finances i al secretari, les insígnies del sultanat, els tresors del seu pare i els seus cavalls i ramats. Va abandonar els afers d'estat i va refusar tornar al Caire demanant no ser molestat. Els emirs el van deposar i van posar al tron al seu germà as-Sàlih Imad ad-Din Ismail, de 17 anys.
Després d'una sèrie d'expedicions a al-Karak, an-Nàssir Xihab-ad-Din Àhmad fou capturat i assassinat el 18 de juliol de 1344.